# Landesregierung Josef Rehrl
Die Landesregierung Josef Rehrl unter Landeshauptmann Josef Rehrl war von 1947 bis 1949 die dritte Salzburger Landesregierung nach dem Zweiten Weltkrieg.
Franz Rehrl, der Bruder von Josef Rehrl, war bereits vor dem Zweiten Weltkrieg von 1922 bis 1938 Landeshauptmann gewesen. Josef Rehrls direkter Vorgänger Albert Hochleitner wurde am 12. Dezember 1945 durch den Salzburger Landtag zum Landeshauptmann gewählt. Am 4. Dezember 1947 trat dieser wegen angeblicher Unregelmäßigkeiten bei einer Staatsbürgerschaftsverleihung zurück, sein Nachfolger wurde Josef Rehrl.
1948 versuchte die Landesregierung Rehrl, den seit 1810 bzw. 1816 in Bayern gelegenen Rupertiwinkel wieder an Salzburg anzugliedern. Mit einbezogen werden sollte auch der damalige Landkreis Berchtesgaden (mit Bad Reichenhall und Umgebung). Bei dieser Gelegenheit wollte Rehrl das Salzburger Land gleich bis zur Traun und an die Alz erweitern. Die Bevölkerung der Region stand dem Ganzen jedoch überwiegend ablehnend gegenüber und auch der bayerische Ministerpräsident Hoegner kündigte entschiedenen Widerstand an, so dass das Vorhaben nicht durchgesetzt werden konnte. Nach ÖVP-internen Auseinandersetzungen wurde Josef Rehrl abgelöst. Am 1. Dezember 1949 wurde Josef Klaus mit 19 von 25 Stimmen zum Landeshauptmann gewählt.

## Regierungsmitglieder
Landeshauptmann
- Josef Rehrl

Stellvertreter
- Franz Peyerl
- Adolf Schemel

Landesräte
- Bartholomäus Hasenauer
- Heinz Kraupner (bis 1948)
- Ludwig Bogner (ab 1948)